# Tortilla xip

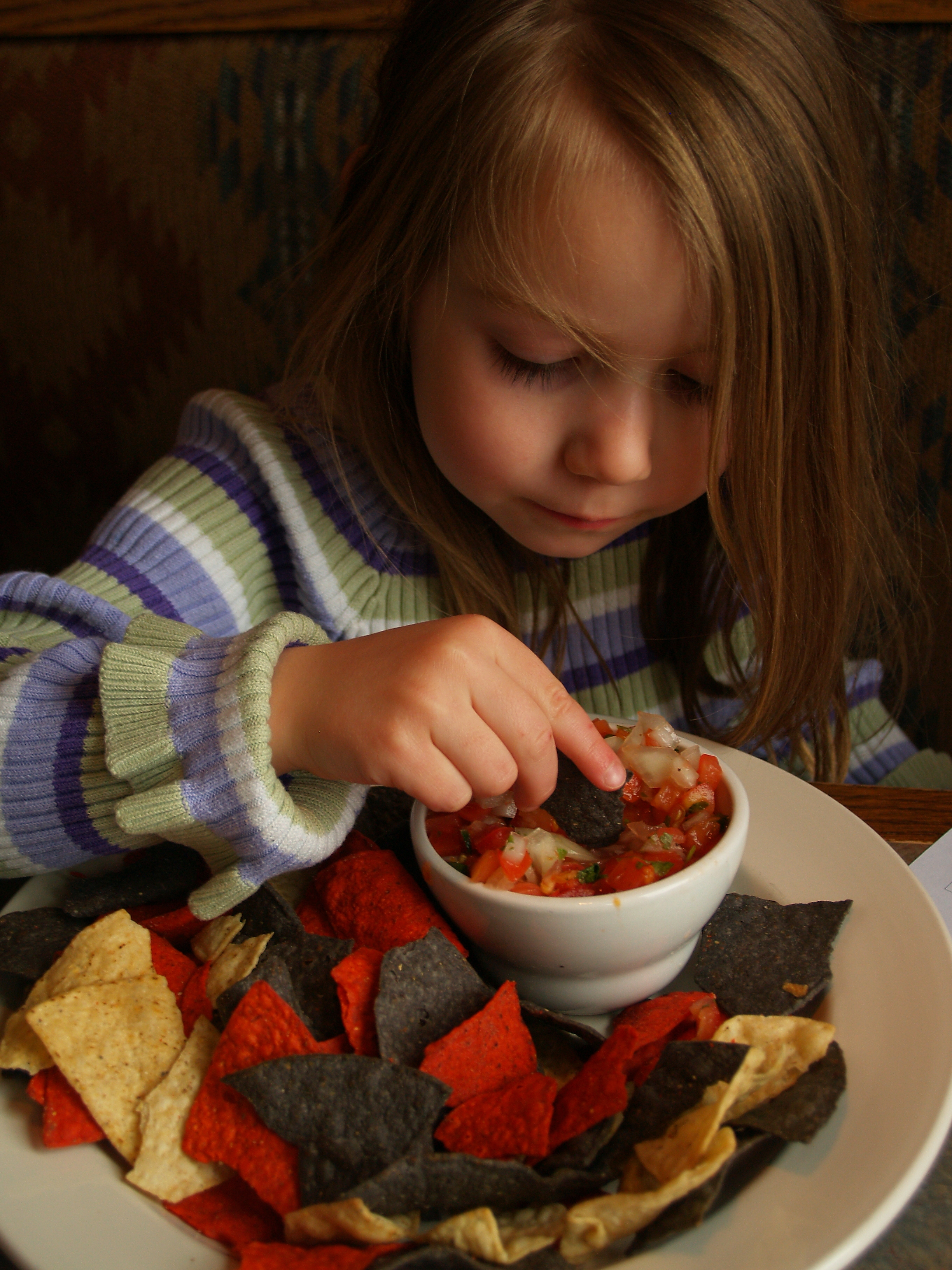
Una noia menja tortilla xips amb pico de gallo.

Una tortilla xip és un aperitiu elaborat d'un tros de tortilla de moresc, o de massa aplanat en forma de disc, fregit en oli. Les tortilla xips es fregeixen en oli vegetal fins que són cruixents; es venen en supermercats i se serveixen en restaurants com a aperitiu. Per fer-les es necessita només farina de moresc nixtamalitzada, aigua, oli vegetal, i sal. Es conrea blat de moro en diversos colors; les tortilla xips es fan típicament del moresc groc, però també es pot fer de moresc blanc, vermell, o blau, resultant en tortilla xips d'aquests colors.
Es venen dins i fora dels Estats Units en bosses, a vegades condimentades amb herbes, espècies, formatge, i altres ingredients, sota marques com ara "Doritos" i "Tostitos". Variants no fregits existeixen també amb menys greix, rostits al forn. Es pot fer-les a casa de tortillas o de massa aplanat perquè siguin més fresques, i a molts restaurants se les elaboren en comptes de comprar-les.
Representen un aliment molt típic de la gastronomia tex-mex, un estil de cuina estatunidenc que empra tècniques i ingredients originaris de Mèxic. Se sol servir acompanyades d'alguna salsa; als Estats Units, és rar que un restaurant mexicà o tex-mex no serveixi tortilla xips amb salsa picant de tomàquet com a aperitiu gratis. Altres salses servides amb les tortilla xips són el guacamole, el chili con queso, o mongetes cuites en l'estil de Mèxic. A més de menjar-les amb salsa, es serveixen a vegades com a acompanyament amb plats com el guisat picant xili amb carn, i formen la base de plats tex-mex com ara els nachos o algunes amanides.

## Origen
Foren inventats als anys quaranta per Rebecca Webb Carranza a la restaurant i fábrica de tortillas d'ella i el seu marit. La seva fàbrica, El Zarape Tortilla Factory, a Los Angeles, Califòrnia, produïa tortillas amb màquines automàtiques. La màquina les formava produïa tortillas deformes a vegades i un dia, ella va decidir tallar unes tortillas en trossos triangulars; llavors, les va fregir i les va servir a una festa, on van ser un èxit immediat amb els convidats. Va decidir vendre-les en saques a deu cèntims, i després d'alguns anys les tortilla xips van ser el seu producte més popular.